# Żłobisty Szczyt

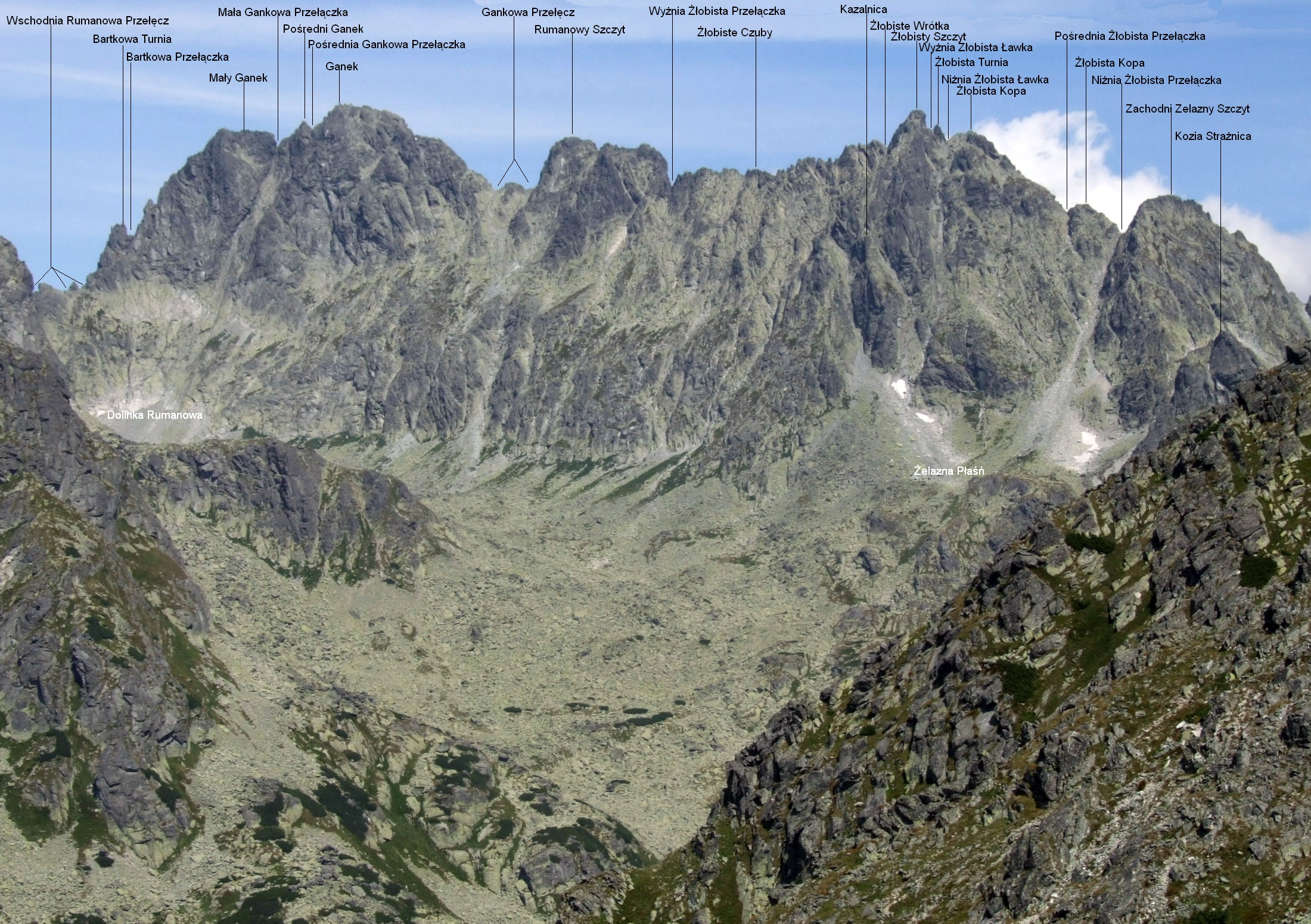
Widok z podejścia na Przełęcz pod Osterwą

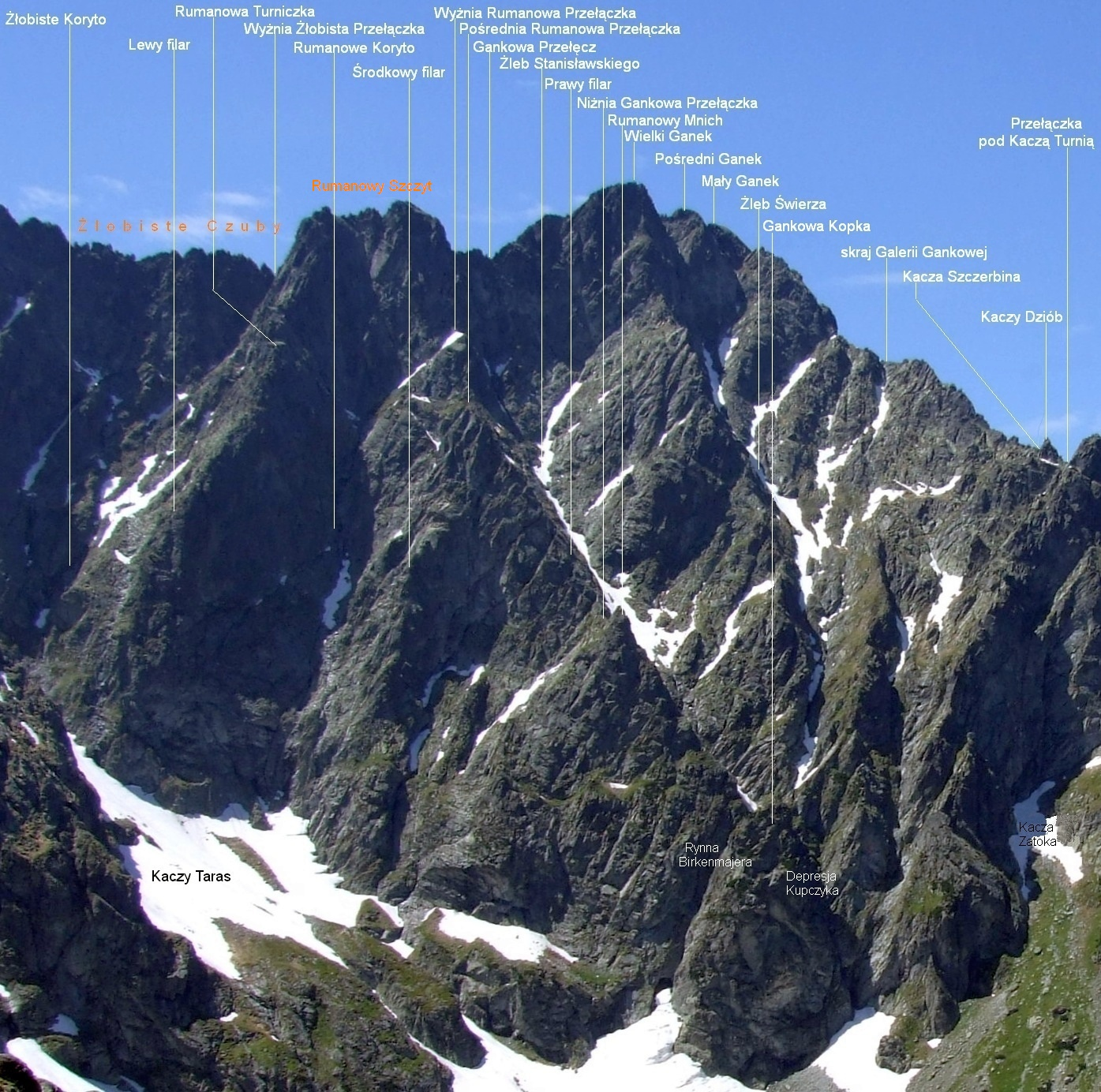
Opisane formacje skalne

Żłobisty Szczyt (słow. Zlobivá, niem. Martaspitze, węg. Márta-csúcs) – trójwierzchołkowy, wznoszący się na 2427 m szczyt w głównej grani słowackich Tatr Wysokich. W slangu taterników zwany Żłobistym. Nazwa szczytu pochodzi od ludowej nazwy Żłoby, jaką określano żleby znajdujące się pod tym szczytem od strony Doliny Kaczej. Największy z nich nazywa się obecnie Kaczym Żlebem. Nazwę węgierską i niemiecką (a początkowo również polską Szczyt Marty) utworzył Károly Jordán od imienia współzdobywczyni tego szczytu – Marthe Lavallé, jego późniejszej żony. Obecną polską nazwę szczytu wprowadził Stanisław Eljasz-Radzikowski w 1907 r.

## Topografia
Znajduje się pomiędzy Rumanowym Szczytem (Rumanov štít), od którego oddzielają go Wyżnia Żłobista Przełączka (Vyšná Zlobná štrbina, 2370 m) i Żłobiste Czuby (Zlobné zuby), a Zachodnim Szczytem Żelaznych Wrót (Západný železný štít), od którego oddzielony jest Niżnią Żłobistą Przełączką (Nižná zlobná štrbina).
Od Żłobistych Czub główny wierzchołek Żłobistego Szczytu oddzielony jest Żłobistymi Wrótkami (Zlobná bránka, 2400 m). Ma trzy wierzchołki, którymi są:
- główny, północno-zachodni, najwyższy,
- środkowy – Żłobista Turnia (słow. Wachterova veža, niem. Wachterturm, węg. Wachtertorony, 2417 m),
- południowo-wschodni – Żłobista Kopa (Zlobná kopa, 2413 m).

Pomiędzy głównym wierzchołkiem a Żłobistą Turnią położona jest Wyżnia Żłobista Ławka (Vyšná zlobná lávka, 2411 m), tę z kolei od Żłobistej Kopy oddziela szersza Niżnia Żłobista Ławka (Nižná zlobná lávka, 2405 m). W grani na południowy wschód od Żłobistej Kopy znajdują się jeszcze Pośrednia Żłobista Przełączka (Prostredná zlobná štrbina, 2345 m) i Żłobista Kopka (Zlobná kôpka, 2352 m).
Żłobisty Szczyt góruje od wschodu nad Doliną Złomisk (Zlomisková dolina), a dokładniej nad jej częścią, Dolinką Rumanową (Rumanova dolinka), należącą do systemu Doliny Mięguszowieckiej (Mengusovská dolina), oraz od zachodu nad Doliną Kaczą (Kačacia dolina), należącą do systemu Doliny Białej Wody (Bielovodská dolina).
Południowo-zachodnia elewacja Żłobistego Szczytu jest prosta; z wierzchołków opadają filary, z przełęczy żleby. Ściana północno-wschodnia jest trzykrotnie wyższa, ponadto skomplikowana i nietypowa, gdyż występujące w niej formacje skalne nie odpowiadają graniowemu układowi wierzchołków i przełęczy. Topograficznie cała ta elewacja należy do Żłobistych Czub, a jej lewa część to ściana Żłobistej Kopy, od reszty elewacji oddzielona głębokim kominem opadającym z Niżniej Żłobistej Ławki.

## Ściana północno-wschodnia
Obejmuje odcinek grani od Niżniej Żłobistej Przełączki po Wyżnią Żłobistą Przełączkę. Po bokach ograniczona jest żlebokominem opadającym z Niżniej Żłobistej Przełączki do Kaczego Żlebu i Żłobistym Korytem z Wyżniej Żłobistej Przełączki. Deniwelacja ściany wynosi około 470 m, a jej ukośną podstawę stanowi środkowy odcinek Kaczego Żlebu. Ścianę przecina filar opadający z głównego wierzchołka, wyraźny tylko w środkowej części. Prawa część tej części filara opada pionowymi ścianami do Depresji Motyki, lewa jest łatwo dostępna z Rampy Ždiarskyego. Około 60 m poniżej grani filar zanika. Na odcinku tym znajduje się Balkon Komarnickich, a po jego prawej stronie niedawny obryw. Na lewo poniżej górnego końca filara znajduje się kociołek, do którego z Niżniej Żłobistej Ławki opada głęboki komin. Z komina skośnie w prawo opada Rampa Ždiarskyego będąca olbrzymim, stromym i zbudowanym z płyt zachodem.
Filar przecinający tę ścianę przez autorów pierwszego jego przejścia nazwany został, jak pisał W. Cywiński, „nie wiadomo czemu kulistym”. Witold Henryk Paryski nazwał go „filarem kulisy”.

## Taternictwo i turystyka
Dawniej Żłobisty Szczyt był popularny, wchodzono na niego najczęściej od Doliny Złomisk. Według Władysława Cywińskiego to najambitniejszy tatrzański cel dostępny dla turystów (ale oni mogą na niego wejść tylko w towarzystwie uprawnionego przewodnika). Jest trudniejszy niż Gerlach, Durny Szczyt, Staroleśny Szczyt, Pośrednia Grań, Mięguszowiecki Szczyt i wiele innych. Taternicy przeszli w masywie Żłobistego kilka dróg, ale nie zdobyli wszystkich jego formacji skalnych. Gdyby potraktować główny jego wierzchołek jako odrębny szczyt, to jego północno-wschodnia ściana (od strony Doliny Kaczej) nie została zdobyta
Pierwsze wejścia:
- na Żłobistą Kopę: węgierski turysta o imieniu Károly i nieznanym nazwisku, na wiele lat przed 1899 r.,
- na główny wierzchołek latem: Károly Jordán i Marthe Lavallé, 29 lipca 1899 r.,
- na główny wierzchołek zimą: Zygmunt Klemensiewicz i Jerzy Maślanka, 9 kwietnia 1909 r.[4]